# Ivan Sabanov
Ivan Sabanov (Subotica, 25 giugno 1992) è un tennista serbo.
Ha ottenuto i migliori risultati in doppio giocando quasi esclusivamente con il fratello gemello Matej, assieme al quale si è aggiudicato un titolo ATP al Serbia Open 2021. Vanta inoltre un'altra finale ATP e diversi titoli nei circuiti minori. Il suo miglior ranking ATP in doppio è stato il 75º posto raggiunto nell'aprile 2022.
Fino a novembre 2021 ha giocato per la Croazia, dove si è trasferito a 15 anni.

## Biografia
Nati da una famiglia croata a Subotica, città a quel tempo facente parte della Repubblica Federale di Jugoslavia e situata nei pressi del confine con la Croazia e l'Ungheria, i gemelli Sabanov iniziano a giocare a tennis a 5/6 anni e crescono giocando da adolescenti a fianco di giocatori di cittadinanza serba come Filip Krajinović e Dušan Lajović. Subotica entra nel 2003 a far parte di Serbia e Montenegro e nel 2006 della Serbia. A 15 anni si trasferiscono a Osijek, in Croazia, dove la madre lavora come insegnante e dove possono giocare su campi indoor, che non c'erano a Subotica. Giocano i primi anni da professionisti in rappresentanza della Croazia e quando la madre va in pensione la famiglia torna a vivere a Palić, nei pressi di Subotica.
I gemelli ricevono in quegli anni grande supporto dal campione serbo Novak Đoković, che ne segue da vicino la carriera e li fa allenare gratuitamente nel suo club di Belgrado. Mantengono inoltre stretti rapporti con i giocatori serbi assieme ai quali sono maturati e nel novembre 2021 annunciano che da quel momento avrebbero rappresentato la Serbia nelle competizioni tennistiche. Secondo fonti croate, uno dei motivi di questa scelta è la possibilità di giocare in doppio la Coppa Davis per la Serbia, in quanto in Croazia non avrebbero possibilità per la presenza di grandi interpreti della specialità come Mate Pavić, Nikola Mektić, Ivan Dodig ecc.

## Carriera

### 2008-2014, primi titoli ITF
Sabanov debutta tra i professionisti nel 2008 nel circuito ITF, perdendo con il fratello al primo turno del torneo Serbia F5. Nei primi anni fa solo alcune apparizioni e comincia a giocare con maggiore frequenza nel 2011. Disputa la prima finale ITF nel febbraio 2012 al Croatia F2 e conquista il primo titolo vincendo con il fratello il Serbia F7 nell'agosto 2013. Sarà il primo dei 26 tornei vinti nella categoria fino al 2019, anno in cui si dedica con continuità ai tornei Challenger. Di questi 26 tornei, 24 sono quelli disputati con il fratello e nel 2017 ne vince uno con il serbo Darko Jandric e uno con il connazionale Domagoj Biljesko.

### 2015-2019, primo titolo Challenger
I due fratelli esordiscono nel circuito Challenger nell'agosto 2015 al torneo di Cortina e raggiungono la semifinale. Nel periodo successivo alternano le presenze nei tornei ITF a quelle nei Challenger, nei quali raggiungono la prima finale nel novembre 2017 al Bengaluru Open e vengono sconfitti in due set da Michail Elgin / Divij Sharan. Il primo titolo Challenger arriva il 20 luglio 2019 alla San Benedetto Tennis Cup, con il successo in tre set nella finale contro Sergio Galdós / Juan Pablo Varillas. Nei due mesi successivi perdono le finali nei Challenger di Augusta e Sibiu e in questo periodo abbandonano i tornei ITF.

### 2020, due finali Challenger e primo incontro vinto nel circuito ATP
Nel frattempo avevano debuttato nel circuito maggiore nel luglio 2018 al Croatia Open di Umago ed erano stati eliminati al primo turno. Nel febbraio 2020 perdono la finale nel Challenger di Quimper e la settimana dopo fanno la loro seconda apparizione nel circuito ATP all'Open Sud de France di Montpellier, dove vincono il loro primo incontro di categoria battendo in due set Pablo Carreño Busta / João Sousa e al secondo turno cedono al terzo set agli specialisti Jamie Murray / Neal Skupski. In novembre perdono la finale al Challenger di Ortisei.

### 2021, primo titolo ATP, top 100 e scelta di rappresentare la Serbia
Il 24 aprile 2021 vincono il loro primo titolo ATP in carriera al Serbia Open di Belgrado, sconfiggendo in finale Ariel Behar / Gonzalo Escobar con il punteggio di 6-3, 7-6. In maggio perdono la finale nel Challenger di Praga e si spingono fino in semifinale nell'ATP 250 Belgrade Open. A fine giugno Ivan Sabanov fa il suo esordio in una prova del Grande Slam nel torneo di doppio a Wimbledon in coppia con Dušan Lajović, e vengono sconfitti al primo turno. Torna a giocare con il fratello e, dopo la sconfitta in finale al Challenger di Braunschweig, in luglio vengono eliminati nei quarti di finale all'ATP 500 di Amburgo; una settimana più tardi escono di scena in semifinale al torneo di Umago sconfitti da Tomislav Brkić / Nikola Ćaćić. Il 21 agosto conquistano a Lüdenscheid il secondo titolo Challenger superando in tre set in finale Denys Molčanov / Oleksandr Nedovjesov. Con la finale raggiunta al Banja Luka Challenger - dove vengono sconfitti dai connazionali Antonio Šančić / Nino Serdarušić - il 13 settembre i fratelli Sabanov entrano per la prima volta nella top 100 del ranking, appaiati alla 99ª posizione. Quel mese continuano ad arrivare buoni risultati con la semifinale nel Challenger 125 di Stettino e i quarti di finale all'ATP 250 di Metz e in ottobre salgono al 94º posto. Il mese successivo annunciano che a partire da quel momento rappresenteranno la Serbia.

### 2022, una finale ATP
Inizia il 2022 giocando nel circuito maggiore e nei primi cinque tornei raggiunge il secondo turno solo due volte. L'unico torneo che non gioca con il fratello sono gli Australian Open, dove viene eliminato al primo turno in coppia con Lajovic. A marzo perde la finale assieme al fratello al Challenger Roseto degli Abruzzi II. Il mese successivo disputano a Houston la loro seconda finale ATP e vengono sconfitti da Matthew Ebden / Max Purcell con il punteggio di 3-6, 3-6; la settimana dopo Ivan Sabanov porta il best ranking alla 75ª posizione. Non confermano il successo dell'anno precedente al Serbia Open, sconfitti al terzo set nei quarti di finale dai fuoriclasse Mate Pavić / Nikola Mektić, e a fine torneo scende al 96º posto mondiale. Nel periodo successivo non superano i quarti di finale nei tornei ATP e le semifinali nei Challenger fino ad agosto, quando perdono due finali consecutive ai Challenger di Cordenons e San Marino. A settembre vincono un titolo dopo oltre un anno al Challenger di Sibiu e a fine anno perdono la finale Challenger di Valencia.

### 2023-2024, un titolo Chllenger e discesa nel ranking
I gemelli giocano per la prima volta assieme un torneo dello Slam all'Australian Open 2023 ed escono di scena al primo turno, mentre a febbraio raggiungono i quarti all'ATP di Dallas. Tornano a vincere un Challenger in marzo al Challenger di Waco e a fine mese perdono la finale allo Zadar Open. Ha quindi inizio una lunga serie di sconfitte consecutive e già a maggio escono dalla top 100. Nel finale di stagione perdono le finali al Genoa Open Challenger e all'Olbia Challenger. Nella prima parte del 2024 non giocano nel circuito maggiore e, dopo avere disputate alcune semifinali nei Challenger, ad agosto tornano a vincere un torneo dopo oltre 17 mesi al Challenger degli Internazionali Città di Todi.

## Statistiche
Aggiornate al 19 agosto 2024.

### Doppio

#### Vittorie (1)
| Legenda doppio       |
| Grande Slam (0)      |
| ATP Finals (0)       |
| ATP Masters 1000 (0) |
| ATP Tour 500 (0)     |
| ATP Tour 250 (1)     |

| N. | Data          | Torneo                | Superficie  | Compagno      | Avversari in finale         | Punteggio   |
| 1. | 7 maggio 2021 | Serbia Open, Belgrado | Terra rossa | Matej Sabanov | Ariel Behar Gonzalo Escobar | 6-3, 7-6(5) |

#### Finali perse (1)
| Legenda doppio       |
| Grande Slam (0)      |
| ATP Finals (0)       |
| ATP Masters 1000 (0) |
| ATP Tour 500 (0)     |
| ATP Tour 250 (1)     |

| N. | Data          | Torneo                                       | Superficie  | Compagno      | Avversari in finale       | Punteggio |
| 1. | 9 aprile 2022 | U.S. Men's Clay Court Championships, Houston | Terra rossa | Matej Sabanov | Matthew Ebden Max Purcell | 3-6, 3-6  |

### Tornei minori

#### Doppio

##### Vittorie (31)
| Legenda        |
| Challenger (5) |
| Futures (26)   |

| N. | Data              | Torneo                                             | Superficie  | Compagno      | Avversari in finale                 | Punteggio         |
| 1. | 20 luglio 2019    | San Benedetto Tennis Cup, San Benedetto del Tronto | Terra rossa | Matej Sabanov | Sergio Galdós Juan Pablo Varillas   | 6-4, 4-6, [10-5]  |
| 2. | 21 agosto 2021    | Sauerland Open, Lüdenscheid                        | Terra rossa | Matej Sabanov | Denys Molčanov Oleksandr Nedovjesov | 6-4, 2-6, [12-10] |
| 3. | 25 settembre 2022 | Sibiu Open, Sibiu                                  | Terra rossa | Matej Sabanov | Alexander Erler Lucas Miedler       | 3-6, 7-5, [10-4]  |
| 4. | 4 marzo 2023      | Texas Tennis Classic, Waco                         | Cemento     | Matej Sabanov | Evan King Mitchell Krueger          | 6-3, 4-6, 6-2     |
| 5. | 17 agosto 2024    | Internazionali Città di Todi, Todi                 | Terra rossa | Matej Sabanov | Filip Bergevi Mick Veldheer         | 6-4, 7-6(3)       |

##### Sconfitte in finale (39)
| Legenda         |
| Challenger (15) |
| Futures (24)    |

| N.  | Data              | Torneo                                                        | Superficie  | Compagno      | Avversari in finale                     | Punteggio        |
| 1.  | 24 novembre 2017  | Bengaluru Open, Bangalore                                     | Cemento     | Matej Sabanov | Michail Elgin Divij Sharan              | 3-6, 0-6         |
| 2.  | 10 agosto 2019    | Schwaben Open, Augusta                                        | Terra rossa | Matej Sabanov | Andrėj Vasileŭski Igor Zelenay          | 6-4, 4-6, [3-10] |
| 3.  | 21 settembre 2019 | Sibiu Open, Sibiu                                             | Terra rossa | Matej Sabanov | Sadio Doumbia Fabien Reboul             | 4-6, 6-3, [7-10] |
| 4.  | 1º febbraio 2020  | Open Quimper Bretagne Occidentale, Quimper                    | Cemento (i) | Matej Sabanov | Andrej Golubev Oleksandr Nedovjesov     | 4-6, 2-6         |
| 5.  | 21 novembre 2020  | Internazionali Tennis Val Gardena Südtirol, Ortisei           | Cemento (i) | Matej Sabanov | Andre Begemann Albano Olivetti          | 3-6, 2-6         |
| 6.  | 8 maggio 2021     | I. ČLTK Prague Open, Praga                                    | Terra rossa | Matej Sabanov | Marc Polmans Serhij Stachovs'kyj        | 3-6, 4-6         |
| 7.  | 10 luglio 2021    | Braunschweig Open, Braunschweig                               | Terra rossa | Matej Sabanov | Szymon Walków Jan Zieliński             | 4-6, 6-4, [4-10] |
| 8.  | 11 settembre 2021 | Banja Luka Challenger, Banja Luka                             | Terra rossa | Matej Sabanov | Antonio Šančić Nino Serdarušić          | 3-6, 3-6         |
| 9.  | 19 marzo 2022     | Challenger di Roseto degli Abruzzi II, Roseto degli Abruzzi   | Terra rossa | Matej Sabanov | Franco Agamenone Manuel Guinard         | 6(2)-7, 6(3)-7   |
| 10. | 6 agosto 2022     | Internazionali di Tennis del Friuli Venezia Giulia, Cordenons | Terra rossa | Matej Sabanov | Dustin Brown Andrea Vavassori           | 4-6, 5-7         |
| 11. | 13 agosto 2022    | San Marino Open, San Marino                                   | Terra rossa | Matej Sabanov | Marco Bortolotti Sergio Martos Gornés   | 4-6, 4-6         |
| 12. | 26 novembre 2022  | Copa Faulcombridge Open Ciudad de València, Valencia          | Terra rossa | Matej Sabanov | Oriol Roca Batalla Oleksii Krutykh      | 3-6, 6(3)-7      |
| 13. | 25 marzo 2023     | Zadar Open, Zara                                              | Terra rossa | Matej Sabanov | Manuel Guinard Nino Serdarušić          | 4-6, 0-6         |
| 14. | 9 settembre 2023  | Genoa Open Challenger, Genova                                 | Terra rossa | Matej Sabanov | Giovanni Oradini Lorenzo Rottoli        | 4-6, 3-6         |
| 15. | 21 ottobre 2023   | Olbia Challenger, Olbia                                       | Cemento     | Matej Sabanov | Rithvik Choudary Bollipalli Arjun Kadhe | 1-6, 3-6         |